# 롤러볼 펜

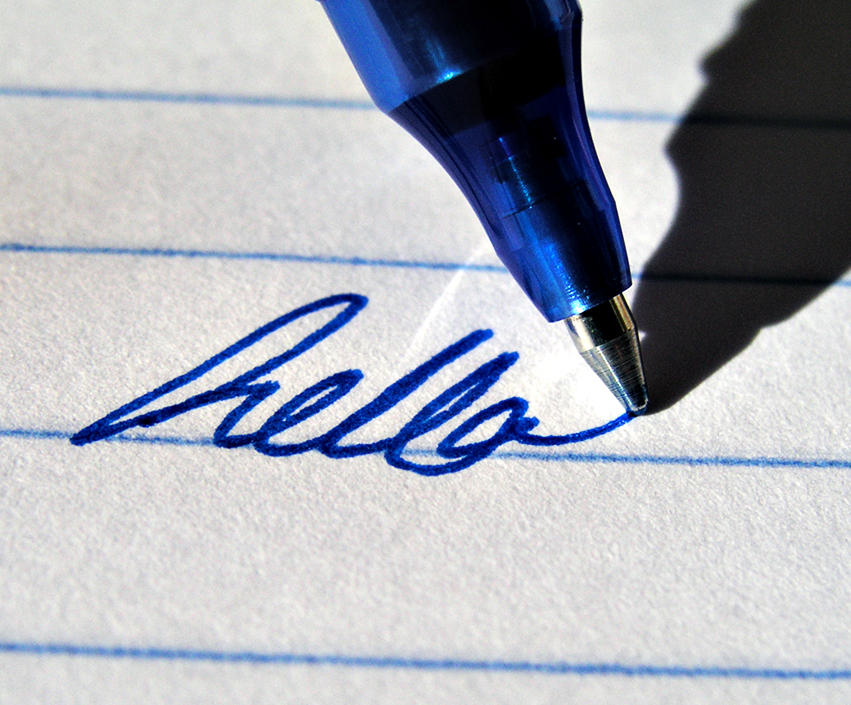
롤러볼 펜으로 쓴 글씨의 모습

롤러볼 펜(rollerball pen)은 볼펜 중 일반적으로 점성이 강한 잉크와는 달리 수성 액체나 겔화 잉크를 사용하는 것을 말한다. 다른 종류의 잉크보다 종이에 더 깊고 넓게 퍼지는 특성을 가진 점성이 적은 잉크는 롤러볼 펜을 사용할 때 필체가 특이하도록 한다. 펜이 움직일 때 잉크를 저장기에서 용지로 이동하도록 하는 지름 0.5mm 또는 0.7mm의 작은 볼이 존재한다.

## 같이 보기
- 펜의 종류, 상표, 제조사 목록